# Convento de Capuchinos (Granada)
El convento de Capuchinos de la ciudad española de Granada fue fundado en el año 1614. En 1897, lo recuperan los religiosos, después de la exclaustración. En la década de los años 1960 y 1970, dadas las amenazas de ruina, se construyó el nuevo convento e iglesia en ese momento para colocar a los numerosos estudiantes de Filosofía y Teología. La iglesia, de reciente construcción, hoy es parroquia y en la cripta se encuentran y veneran los restos de Fray Leopoldo de Alpandeire. La iglesia se encuentra enclavada junto a los jardines del Triunfo, y el Hospital Real.
La actividad de los hermanos se desenvuelve alrededor de la parroquia y atención a los devotos que vienen a venerar los restos de Fray Leopoldo. Fray Leopoldo de Alpandeire llega a Granada, el 21 de febrero de 1904 para quedarse definitivamente. Trabajó primero de hortelano en la huerta del convento para ejercer después de sacristán y limosnero. Es centro de peregrinación de muchos de sus devotos sobre todo los días 9 de cada mes.